# Revue biblique
Revue biblique è una rivista francese di esegesi biblica, scienze religiose, archeologia e filologia. Fondata nel 1892 dal padre Marie-Joseph Lagrange, fu realizzata dai domenicani della Scuola Biblica e Archeologica Francese di Gerusalemme e pubblicato a Parigi dalla casa editrice Gabalda.

## Storia
La rivista fu fondata con il nome di Revue biblique internationale. Durante la Seconda guerra mondiale, il titolo fu modificato in Vivre et penser. Recherches d'exégèse et d'histoire ("Vivere e pensare. Ricerche esegetiche e storiche") per poter continuare le pubblicazioni, evitando la censura. Alla fine del conflitto fu ripristinato il titolo originale.
È la più antica rivista biblica di lingua francese.

## Contenuto
Revue biblique è rimasta fedele all'approccio editoriale del suo fondatore padre Lagrange il quale era impegnato a conciliare fede e ragione, l'esegesi biblica tradizionale con le prove dell'archeologia e delle scienze umane che ebbero un notevole progresso nella seconda metà del XIX secolo.
Il periodico estese la sua copertura editoriale alle scienze secolari come l'archeologia e la filologia, non limitandosi a divulgare solamente testi esegetici veri e propri, al fine di mostrare l'impatto di queste scoperte sulle letture razionaliste della Bibbia. I contenuti coprono anche i seguenti ambiti: storia e lingue dell'Medio Oriente Antico, letteratura apocrifa, letteratura rabbinica e patristica, una sezione tematica per l'archeologia in Palestina e dei Paesi limitrofi.